# Falconina crassipalpis
Falconina crassipalpis là một loài nhện trong họ Corinnidae.
Loài này thuộc chi Falconina. Falconina crassipalpis được Arthur Merton Chickering miêu tả năm 1937.